# 稲木 (新城市)
稲木（いなぎ）は、愛知県新城市の地名。

## 地理

### 交通
- 新東名高速道路
- 愛知県道21号豊川新城線
- 国道151号

### 施設
- 御嶽神社
- 八幡神社
- 長全寺

## 歴史

### 地名の由来
稲置が居住したことによるという。

### 沿革
平安時代、郡司の藤原季兼と熱田神宮の尾張氏出身の尾張職子（松御前）がこの地にあった野田城に住み、松御前の塚は、臼子地区との境界にある城ヶ峰山山頂にある。
- 江戸時代 - 三河国設楽郡稲木村として所在[1]。当初は幕府領[1]。
- 1878年（明治11年） - 南設楽郡稲木村となる[1]。
- 1889年（明治22年） - 千秋村大字稲木となる[1]。
- 1906年（明治39年） - 千郷村大字稲木となる[1]。
- 1955年（昭和30年） - 新城町大字稲木となる[1]。
- 1958年（昭和33年） - 新城市大字稲木となる[1]。

### 人口の変遷
国勢調査による人口および世帯数の推移。
| 1995年（平成7年）  | 178世帯 762人 |  |
| 2000年（平成12年） | 177世帯 709人 |  |
| 2005年（平成17年） | 188世帯 708人 |  |
| 2010年（平成22年） | 197世帯 713人 |  |
| 2015年（平成27年） | 201世帯 657人 |  |
| 2020年（令和2年）  | 189世帯 604人 |  |

### WEB
1. ↑  “愛知県新城市の町丁・字一覧”.   人口統計ラボ. 2024年4月28日閲覧。
2. 1 2  総務省統計局 (2022年2月10日). “令和2年国勢調査の調査結果(e-Stat) - 男女別人口，外国人人口及び世帯数－町丁・字等” (CSV). 2023年8月2日閲覧。
3. ↑  “読み仮名データの促音・拗音を小書きで表記するもの(zip形式) 愛知県” (zip).   日本郵便 (2024年2月29日). 2024年3月26日閲覧。
4. ↑  “市外局番の一覧” (PDF).   総務省 (2022年3月1日). 2022年3月22日閲覧。
5. ↑  “ナンバープレートについて”.   一般社団法人愛知県自動車会議所. 2024年1月21日閲覧。
6. ↑  “新城ゆかりの人：松御前”.   新城市. 2024年7月12日閲覧。
7. ↑  “松御前之碑　壮大なロマン知る”. 毎日新聞. (2021年7月14日) 2024年7月12日閲覧。
8. ↑  総務省統計局 (2014年3月28日). “平成7年国勢調査の調査結果(e-Stat) - 男女別人口及び世帯数 －町丁・字等” (CSV). 2021年7月20日閲覧。
9. ↑  総務省統計局 (2014年5月30日). “平成12年国勢調査の調査結果(e-Stat) - 男女別人口及び世帯数 －町丁・字等” (CSV). 2021年7月20日閲覧。
10. ↑  総務省統計局 (2014年6月27日). “平成17年国勢調査の調査結果(e-Stat) - 男女別人口及び世帯数 －町丁・字等” (CSV). 2021年7月21日閲覧。
11. ↑  総務省統計局 (2012年1月20日). “平成22年国勢調査の調査結果(e-Stat) - 男女別人口及び世帯数 －町丁・字等” (CSV). 2021年7月21日閲覧。
12. ↑  総務省統計局 (2017年1月27日). “平成27年国勢調査の調査結果(e-Stat) - 男女別人口及び世帯数 －町丁・字等” (CSV). 2021年7月21日閲覧。

### 書籍
1. 1 2 3 4 5 6 7 8  「角川日本地名大辞典」編纂委員会 1989, p. 170.